# Michail Wladimirowitsch Schidlowski

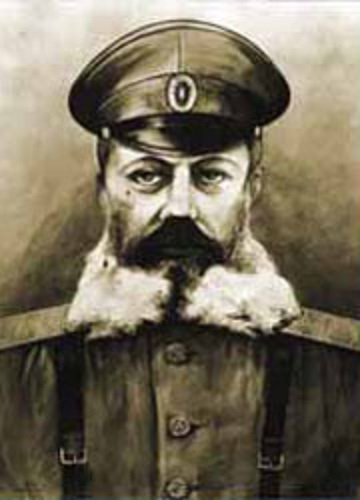
Michail Wladimirowitsch Schidlowski

Michail Wladimirowitsch Schidlowski (russisch Михаил Владимирович Шидловский;  wissenschaftliche Transliteration Michail Vladimirovič Šidlovskij, * 20. Julijul. / 1. August 1856greg.; † 14. Januar 1921) war ein russischer Marineoffizier, Unternehmer und Fliegerkommandeur.

## Leben
Schidlowski war der Sohn eines adligen Gutsbesitzers im Gouvernement Woronesch und Nachkomme des Generalmajors Fjodor Wladimirowitsch Schidlowski, der im Konflikt mit Alexander Danilowitsch Menschikow seine Rechte und sein Vermögen verlor. Schidlowski absolvierte das St. Petersburger Marinekadettenkorps und die Militärjuristische Akademie Sankt Petersburg. Er trat dann in den Dienst des Finanzministeriums und wurde Mitglied des Staatsrats. 1900 wurde er zum Wirklichen Staatsrat ernannt (4. Rangklasse).
Schidlowski wurde Vorstandsvorsitzender der Russisch-Baltischen Waggonfabrik (RBWS) in Riga.  Nachdem nach dem Russisch-Japanischen Krieg sich die Eisenbahnwaggonaufträge verminderten, initiierte er die Produktion von Automobilen unter der Leitung von Dmitri Dmitrijewitsch Bondarew, wofür 1908 eine neue Abteilung für die Produktion des Personenkraftwagens Russo-Balt gegründet wurde.
1912 eröffnete Schidlowski eine Filialfabrik in St. Petersburg mit dem Chefingenieur Igor Iwanowitsch Sikorski, in der 1913 die Entwicklung des schweren Transportflugzeugs Ilja Muromez begann. Da Schidlowski den Einsatz von Flugzeugen im Krieg für nicht sehr effizient hielt, schlug er in einem Bericht vor, nach dem Vorbild der Schiffsgeschwader der Marine die Flugzeuge in einem Geschwader zusammenzufassen. Daraufhin wurde befohlen, ein Geschwader mit 10 Kampfflugzeugen und 2 Schulflugzeugen des Typs Ilja Muromez aufzustellen. Nach Beginn des Ersten Weltkrieges wurde Schidlowski im Dezember 1914 zum aktiven Militärdienst eingezogen und zum Kommandeur des  Ilja-Muromez-Geschwaders im Rang eines Generalmajors ernannt. Bei dem ersten Einsatz im Februar 1915 griff das Geschwader von Jablonna in Polen aus einen Militärstützpunkt in Ostpreußen an. Bis zur Oktoberrevolution flog das Geschwader mehr als 400 Angriffe auf Deutschland und das Baltikum. 1915 leitete er den Bau des ersten russischen Flugtriebwerks, worauf er den Orden des Heiligen Wladimir II. Klasse erhielt.
Nach der Februarrevolution 1917 wurde Schidlowski im März 1917 wegen Inkompetenz seines Postens enthoben und nach Petrograd zurückgerufen, worauf er sich im Juni 1917 aus dem Militärdienst entlassen ließ. Nach der Oktoberrevolution wurde er 1919 wegen Spionage von der Tscheka verhaftet und 1921 erschossen.
1999 wurde in Moskau ein Schidlowski-Denkmal aufgestellt. 2014 erhielt die Tupolew Tu-22M RF-94154 den Namen Michail Schidlowski.

## Ehrungen
- Russischer Orden der Heiligen Anna I. Klasse[5]
- Sankt-Stanislaus-Orden I. Klasse
- Orden des Heiligen Wladimir II. Klasse, I. Klasse